# Reclutamiento
El reclutamiento es un conjunto de acciones que tiene por objetivo atraer candidatos potencialmente calificados con el fin de que se incorporen a la organización. El proceso de reclutamiento continúa con un proceso de selección, con vistas a establecer cuáles de los candidatos potenciales cubren mejor los requerimientos del puesto, por lo que, el reclutamiento precede a la selección de candidatos. 

## Técnicas de reclutamiento

Existen multitud de técnicas de reclutamiento que se pueden emplear con el fin de atraer candidaturas a nuestra oferta de trabajo. Éstas podemos agruparlas, básicamente, en dos tipos o fuentes de reclutamiento: internas y externas.
Los departamentos de personal suelen tener a su cargo la función de reclutamiento en la mayor parte de las compañías, aunque los métodos de reclutamiento son muy variados. El reclutador, también llamado recruiter, inicia su labor identificando las vacantes que existen en la organización mediante la planificación de los recursos humanos o, a petición específica de los gerentes en línea. El proceso de reclutamiento comienza con la búsqueda de candidatos/candidatas y termina en el momento que se reciben las solicitudes de empleo. Consiste en atraer a un número de personas de forma oportuna, en número suficiente y con las competencias adecuadas, pero antes de realizar esto, es importante precisar el número de personas que se requieren aproximadamente (dependiendo la oferta del mercado local) para ir detectando si existen personas en nuestro entorno cercano o no que puedan ocupar ese lugar. 
El reclutamiento, por lo tanto, ayudará a adquirir cierto número de solicitantes para el trabajo, a partir del cual, se seleccionarán los próximos empleados. Este proceso se lleva a cabo mediante la planificación de RR.HH., los análisis del puesto de trabajo, el reclutamiento, la selección, y finalmente la integración. 

### Interno
El reclutamiento es interno cuando, al presentarse determinada vacante, la empresa intenta ocuparla mediante la reubicación de los colaboradores, los cuales pueden ser ascendidos de forma vertical u horizontalmente a la nueva posición.
Sus ventajas son varias, entre las que podemos citar su economía, tanto en tiempo como en dinero. Además de conocer la formación, el conocimiento y la capacidad de desenvolverse en la institución del candidato, el seleccionado tendrá un mayor conocimiento sobre la empresa, su cultura, sus normas (formales e informales), lo cual repercutirá en unos tiempos de adaptación menores frente a la incorporación de personas externas a la empresa. Con el reclutamiento interno, además, la organización aprovechará las distintas acciones formativas realizadas con sus trabajadores, optimizando la inversión realizada con tal fin. Pero, sobre todo, el reclutamiento interno tiene efectos positivos sobre la motivación de los trabajadores, mejorando el clima general del grupo. Este proceso, no obstante, también tiene ciertas desventajas, entre las que podemos encontrar el que se generen conflictos internos entre los trabajadores o provocar una situación de competencia contraproducente. 
Además, no siempre podemos contar con perfiles adecuados para la selección de determinados puestos. En este caso, puede darse una falsa ilusión al considerar que un buen trabajador será también un buen jefe, por lo que lo promoveremos para tal puesto.

### Externo
El reclutamiento es externo cuando al existir determinada vacante, una organización intenta ocuparla con personas o candidatos externos atraídos por las técnicas de reclutamiento.
Las ventajas de este procedimiento se centran en que aporta innovación y cambio a la empresa, además de aprovechar las inversiones de formación que han realizado otras empresas. Sin embargo, implica también una inversión de mayor de tiempo, un incremento en el coste del proceso, menores tasas de validez, así como de una desmotivación por parte del resto de trabajadores por las razones anteriormente aludidas. La organización debe estimular la llegada espontánea de los candidatos, recibirlos y, si es posible, mantener contactos eventuales para no perder el atractivo ni el interés. 
La gestión de candidatos externos suele implicar un proceso más elaborado, en tanto que es preciso controlar los diferentes portales en los que se difunde la oferta de trabajo y administrar los currículums, con su correspondiente criba y valoración de las diferentes habilidades de los talentos. Esta gestión cuenta con diversos pasos que pueden o no llevarse a cabo:
- Proceso de headhunting, centrado en la búsqueda de perfiles con mayor experiencia y para el que se cuenta con especialistas en este tipo de selección como organizaciones como Conexión Ejecutiva
- .[3]
- Búsqueda por Internet, orientada a la captación de talento mediante la publicación de una oferta de trabajo.
- Portales de empleo, que son plataformas ajenas a la empresa en las que esta puede ofertar una vacante.
- Proceso de outsourcing, en el que la empresa delega el proceso de reclutamiento en una compañía especializada. Este procedimiento en particular implica un ahorro de tiempo para la empresa, pero también despersonaliza el proceso.[4]

### Mixto
El reclutamiento mixto es aquel que está formado por candidatos del exterior (fuera de la empresa) y del interior; es decir, se trata de cubrir una vacante teniendo en consideración tanto empleados actuales de la empresa como candidatos ajenos a esta que han postulado para el puesto mediante uno de los procesos del reclutamiento externo.
```
Reclutamiento Mixto
```

Datos básicos para reclutamiento interno. Nunca se hace solo reclutamiento interno o externo, ambos se complementan. Por ejemplo, cuando se utiliza el reclutamiento interno, en algún punto, quedará una vacante que deberá ocuparse con un reclutamiento externo a menos que el cargo se elimine.

### Internas
- Archivo de solicitudes
- Sindicato
- Recomendación
- Promociones internas
- Carteras de candidatos

### Externas
- Agencias de colocación
- Bolsa de trabajo
- Instituciones de enseñanza
- Ferias del empleo
- Sindicatos
- Universidades

### Medios
- Prensa
- Radio
- Televisión
- Internet
- Perifoneo

## El reclutamiento en las administraciones públicas
Al igual que en otros tipos de reclutamiento, en el caso de las Administraciones Públicas podemos utilizar dos tipos de reclutamiento: cerrados o internos y abiertos o externos (Díaz y Rodríguez, 2005).
En el caso del reclutamiento interno, se trataría de promover el acceso al puesto vacante entre los propios empleados públicos, aunque normalmente aplicable solo al caso del personal funcionario. 
En términos generales podemos considerar dos tipos de provisión de puestos: sistemas ordinarios y extraordinarios Los sistemas ordinarios serían, propiamente, sistemas de desarrollo de carrera profesional, debiendo establecerse un procedimiento de selección mediante concurso de méritos.
Pero en determinados casos la Administración necesita cubrir un puesto de manera urgente, por lo que establecerá sistemas extraordinarios. En este caso, cubrirá una determinada necesidad de personal para un puesto específico de trabajo mediante una reasignación o redistribución de personal. También podemos cubrir dicha vacante temporalmente mediante una adscripción provisional, comisión de servicio o atribución temporal de funciones.
Otro conjunto de procedimientos que utilizamos en la selección de trabajadores en la Administración Pública serían los sistemas abiertos o de selección externa. En este caso, el acceso al puesto vacante estará abierto tanto a trabajadores de la Administración como a personas ajenas a ella.
En el caso de las Administraciones Públicas, el instrumento básico de selección externa es la convocatoria y sus bases. El Reglamento General (Decreto 2/2002 de 9 de enero) determina que la convocatoria debe contener, entre otros criterios:
- Los requisitos exigidos a los aspirantes, los cuales deben emanar del análisis del puesto de trabajo a cubrir.
- Las pruebas a aplicar y el orden en que se realizarán.
- Los baremos.
- La duración máxima del proceso.

Cada convocatoria establecerá, asimismo, el procedimiento de selección, dentro de un marco normativo, pero con plena autonomía para su desarrollo. La convocatoria debe realizarse al inicio del proceso y con la suficiente publicidad. 
El contenido de las bases de la convocatoria es de una gran importancia, puesto que de ellas dependerá en gran parte el éxito o el fracaso del proceso selectivo. Además, al ser aprobada la convocatoria y sus bases por el órgano de Gobierno correspondiente, estas vincularán a la propia Administración, a los Tribunales de Selección y a los participantes.

## Pasos de reclutamiento y selección
- Necesidad de cubrir un puesto con otro empleado: Esta se puede dar por la creación de un nuevo puesto o bien debido a que un puesto existente queda vacante.
- Solicitud de personal: El área solicitante hace llegar la vacante al área o encargado de selección.
- Descripción del puesto: Este documento contiene los objetivos y funciones del puesto, así como las competencias que requiere la persona para cubrirlo, además de los requisitos académicos.
- Información del perfil del puesto: Esta información está contenida dentro de la descripción del puesto, el perfil del puesto evalúa los conocimientos y habilidades necesarias para llevar a cabo las tareas que le corresponden a cada posición.
- Análisis de la persona dentro de la organización: Este análisis evalúa la importancia del puesto dentro de la organización, además de su lugar en el organigrama.
- Decisión en realizar búsqueda interior: La decisión de realizar primero reclutamiento interno depende de las políticas de la empresa, además de reducir costos, permite la promoción del personal en la organización.
- Definición fuentes de reclutamiento externas: Si la vacante no se puede cubrir de forma interna, se realiza la búsqueda de forma externa, a través de mantas, periódicos, anuncios en radio o televisión, intercambios de cartera, juntas de intercambio, contacto con universidades o escuelas especializadas, perifoneo, etc.
- Recepción de candidatos postulados: En este punto los candidatos hacen llegar su solicitud o currículum al área de selección.
- Revisión de antecedentes (currículum): Se revisan principalmente los antecedentes académicos y laborales del documento para evaluar su adecuación al puesto.
- Entrevistas: Una vez realizado el filtro de solicitudes, se agendan las entrevistas para conocer con mayor profundidad aspectos personales de los candidatos.
- Evaluaciones específicas y/o psicológicas : Por lo general en base al perfil del puesto se establece una batería de pruebas psicométricas intelectuales y de personalidad, adicionalmente para algunos puestos se puede requerir una entrevista por competencias o un proceso de assessment center, también se llevan a cabo exámenes médicos, o entrevistas sindicales si es el caso.
- Formación de candidaturas: Una vez evaluados los candidatos por lo general se forma una tercia para presentarlos a la jefatura solicitante y agendar las entrevistas.
- Informes sobre los finalistas: Este informe consiste en un reporte estandarizado que contenga las evaluaciones de los candidatos para presentarlos a la jefatura.
- Presentación de finalistas con cliente interno: El cliente interno evalúa el reporte de los candidatos, si le interesan agendará entrevistas para conocerlos con mayor profundidad y elegir a un candidato, en caso de que no cubran con los requisitos que solicita, puede solicitar otra tirada de candidatos, aclarando el motivo de rechazo de los primeros.
- Selección de ganador por cliente interno: Una vez elegido al candidato idóneo, el área solicitante informa al área de selección para que continúe con el proceso de selección.
- Negociación de contrato con ganador .
- Oferta al postulante por escrito: Se realiza una carta propuesta que se presenta al candidato seleccionado la cual incluye el salario y prestaciones que se le otorgaran.
- Comunicación con candidatos no seleccionados: Es responsabilidad del área de selección informar a los candidatos no seleccionados la decisión de la organización.
- Proceso de admisión: En este punto se realiza la solicitud de documentos y se lleva a cabo el proceso de contratación. Algunas empresas suelen esperar hasta este punto para realizar la solicitud de referencias al candidato lo cual puede incluir la realización de un estudio socioeconómico.
- Inducción y capacitación: Esta es la última parte del proceso de selección, a través de la cual se le presenta la organización al candidato, así como sus funciones de trabajo.[7]

Diversas pruebas psicológicas pueden evaluar varios KSA (conocimientos, destrezas, habilidades), incluida la alfabetización. También existen evaluaciones para medir las capacidades físicas. Los reclutadores y las agencias pueden utilizar sistemas de seguimiento de candidatos para filtrarlos, así como herramientas informáticas para realizar pruebas psicométricas y evaluaciones del rendimiento.
Es probable que los empresarios reconozcan el valor de los candidatos con aptitudes interpersonales, como la comunicación o el liderazgo de equipos, y el nivel de entusiasmo necesario para mantener el compromiso.
Las empresas y las agencias de contratación recurren ahora a las grabaciones en vídeo como forma de identificar estas habilidades sin tener que invitar a los candidatos en persona.
A menudo se hace referencia a este proceso de selección como el invento de Thomas Edison.

### Reclutamiento 2.0
El reclutamiento 2.0 es aquel en el que la relación empresa-candidatos se establece mediante el acceso a diversas herramientas interactivas disponibles en la web 2.0 como son las redes profesionales, redes sociales, fotos, etc. Los candidatos sacan partido a su perfil y van enfocándose en conseguir nuevos contactos profesionales mediante el networking.
La idea principal es la de crear una red en la que figuren tanto los posibles candidatos, potenciando su perfil, como las empresas en búsqueda de talentos.
No obstante, el mecanismo del reclutamiento 2.0 ha despertado cierta polémica ante la perspectiva de que los empleadores puedan escoger candidatos en función de aspectos personales, aspectos que figuran principalmente en las redes sociales de un usuario.

### Nuevas Técnicas de Reclutamiento:
1. Inbound Marketing para Reclutar o Inbound Recruiting: El inbound marketing en reclutamiento utiliza estrategias que buscan atraer candidatos mediante la creación de contenido atractivo y valioso. Se centra en entender las necesidades de los candidatos para ofrecerles información que les resulte relevante. El inbound marketing en reclutamiento se centra en atraer candidatos potenciales mediante contenido de calidad y el uso estratégico de SEO y redes sociales. Se enfatiza la importancia de medir y analizar resultados para optimizar los esfuerzos y lograr una contratación efectiva. Realizan contenido atractivo para candidatos mediante videos, infografías, artículos etc en Redes Sociales, Blog, Revistas, webinars y otras plataformas de contenido. [18]
2. Reclutamiento con IA: Software que filtra CV y analiza habilidades en tiempo real para agilizar la selección. Existen IAs que hacen match entre candidatos y jobs descriptions, ofertas de empleo o empresas.
3. Gamificación: Uso de juegos o desafíos online para medir competencias y motivar la participación de candidatos.
4. Hackathons o Retos de desarrollo de software: Retos de programación o resolución de problemáticas donde se identifican talentos con habilidades prácticas.
5. Entrevistas en video en diferido: El candidato graba sus respuestas y el recruiter las revisa después, optimizando tiempo y recursos. Así mismo se podría utilizar la IA para la evaluación de estos.
6. Social Recruiting y colaboración con influencers: Búsqueda activa de perfiles en redes sociales y uso de Referentes por ejemplo en Linkedin para atraer talento.
7. Chatbots de reclutamiento: Herramientas que contestan preguntas, programan entrevistas y filtran postulantes de manera automática.
8. Employee Referral con plataformas digitales: Incentivar a los empleados para que recomienden candidatos, gestionado a través de apps u otras plataformas.